# Kalāteh-ye Ḩājjī Jahān Beyk
Kalāteh-ye Ḩājjī Jahān Beyk är en ort i Iran.   Den ligger i provinsen Khorasan, i den nordöstra delen av landet, 700 km öster om huvudstaden Teheran. Kalāteh-ye Ḩājjī Jahān Beyk ligger 1 188 meter över havet och antalet invånare är 199.
Terrängen runt Kalāteh-ye Ḩājjī Jahān Beyk är platt. Runt Kalāteh-ye Ḩājjī Jahān Beyk är det ganska glesbefolkat, med 27 invånare per kvadratkilometer. Närmaste större samhälle är Darrūd, 16,2 km nordost om Kalāteh-ye Ḩājjī Jahān Beyk. Omgivningarna runt Kalāteh-ye Ḩājjī Jahān Beyk är i huvudsak ett öppet busklandskap.